# التصميم التفاعلي

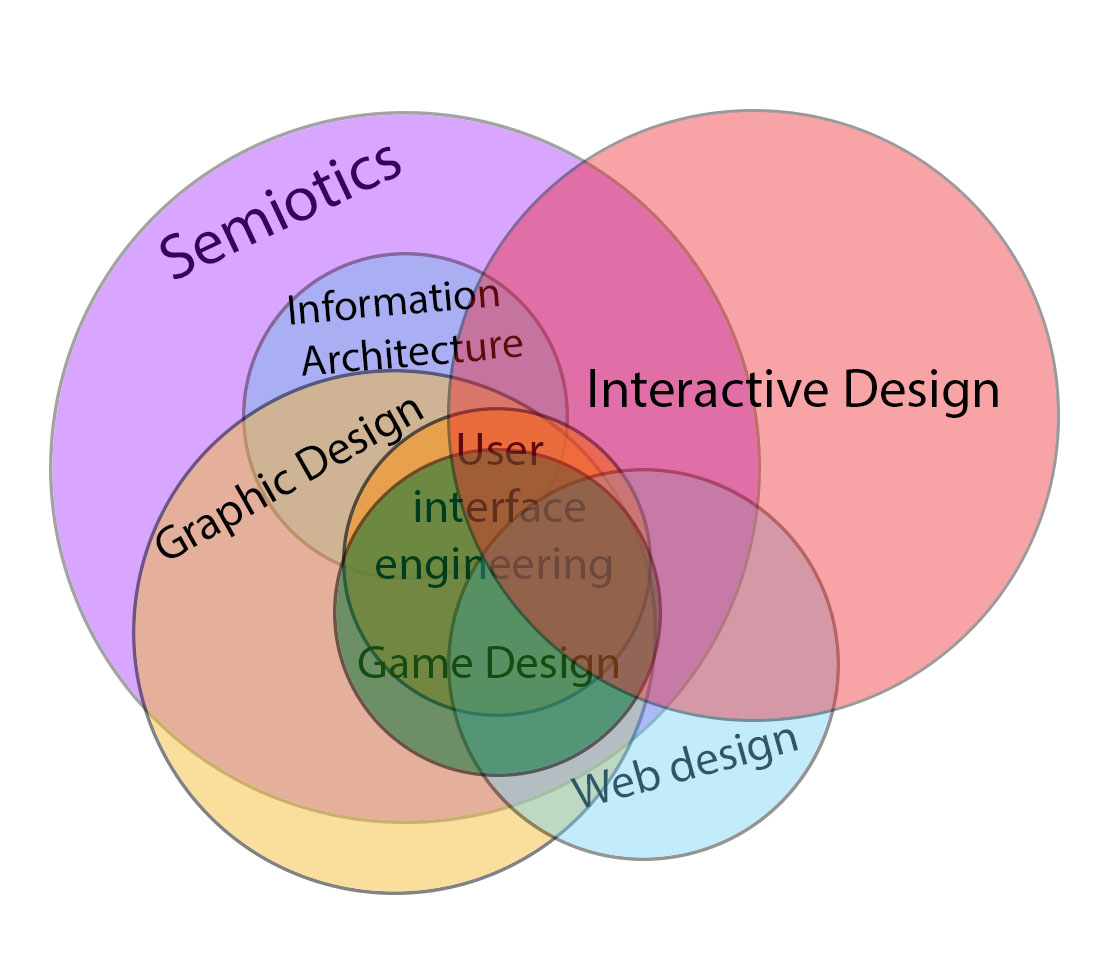
مخطط التصميم التفاعلي

التصميم التفاعلي هو مجال دراسة موجه للمستخدم يركز على التواصل الهادف للوسائط من خلال العمليات الدورية والتعاونية بين الأشخاص والتكنولوجيا. التصميمات التفاعلية الناجحة لها أهداف بسيطة ومحددة بوضوح وغرض قوي وواجهة مستخدم بديهية.

## التصميم التفاعلي مقارنة بتصميم التفاعل
في بعض الحالات، يكون التصميم التفاعلي معادلاً لتصميم التفاعل ؛ ومع ذلك، في الدراسة المتخصصة للتصميم التفاعلي هناك اختلافات محددة. للمساعدة علي التمييز بينهما، يمكن التفكير في تصميم التفاعل على أنه:
- جعل الأجهزة قابلة للاستخدام ومفيدة وممتعة، مع التركيز على الكفاءة والأجهزة البديهية [3]
- مزيج من تصميم المنتجات وعلوم الكمبيوتر وتصميم الاتصالات
- عملية حل مشكلات محددة في ظل مجموعة محددة من الظروف السياقية
- إنشاء نموذج لسلوك المنتجات والخدمات والبيئات والأنظمة [4]
- جعل الحوار بين التكنولوجيا والمستخدم غير مرئي، أي تقليل قيود الاتصال من خلال التكنولوجيا ومعها.[5]
- محاولة توصيل الأشخاص من خلال المنتجات والخدمات المختلفة، [6]

في حين يمكن اعتبار التصميم التفاعلي على أنه:
- إعطاء الغرض من تصميم التفاعل من خلال تجارب هادفة [7]
- تتكون من ستة عناصر رئيسية بما في ذلك مراقبة المستخدم، الاستجابة، التفاعلات في الوقت الحقيقي، الترابط، إضفاء الطابع الشخصي، وقابلية التلاعب[8]
- يركز على استخدام وتجربة البرنامج [9]
- استرجاع ومعالجة المعلومات من خلال الاستجابة عند الطلب [10]
- يبني على المعلومات لتحويلها [11]
- التغيير المستمر للمعلومات والوسائط، بغض النظر عن التغييرات في الجهاز [12]
- توفير التفاعل من خلال التركيز على قدرات ومعوقات المعالجة المعرفية البشرية [13]

بينما يشير كلا التعريفين إلى تركيز قوي على المستخدم، ينشأ الاختلاف من أغراض التصميم التفاعلي وتصميم التفاعل. يتضمن التصميم التفاعلي في جوهره إنشاء استخدامات ذات معنى للأجهزة والأنظمة، في حين أن تصميم التفاعل هو تصميم تلك الأجهزة والأنظمة. يوفر تصميم التفاعل بدون تصميم تفاعلي الأجهزة فقط أو واجهة الجهاز. التصميم التفاعلي بدون تصميم التفاعل لا يمكن أن يتواجد، لأنه لا يوجد منصة لاستخدامه من قبل المستخدم.